# Hittin

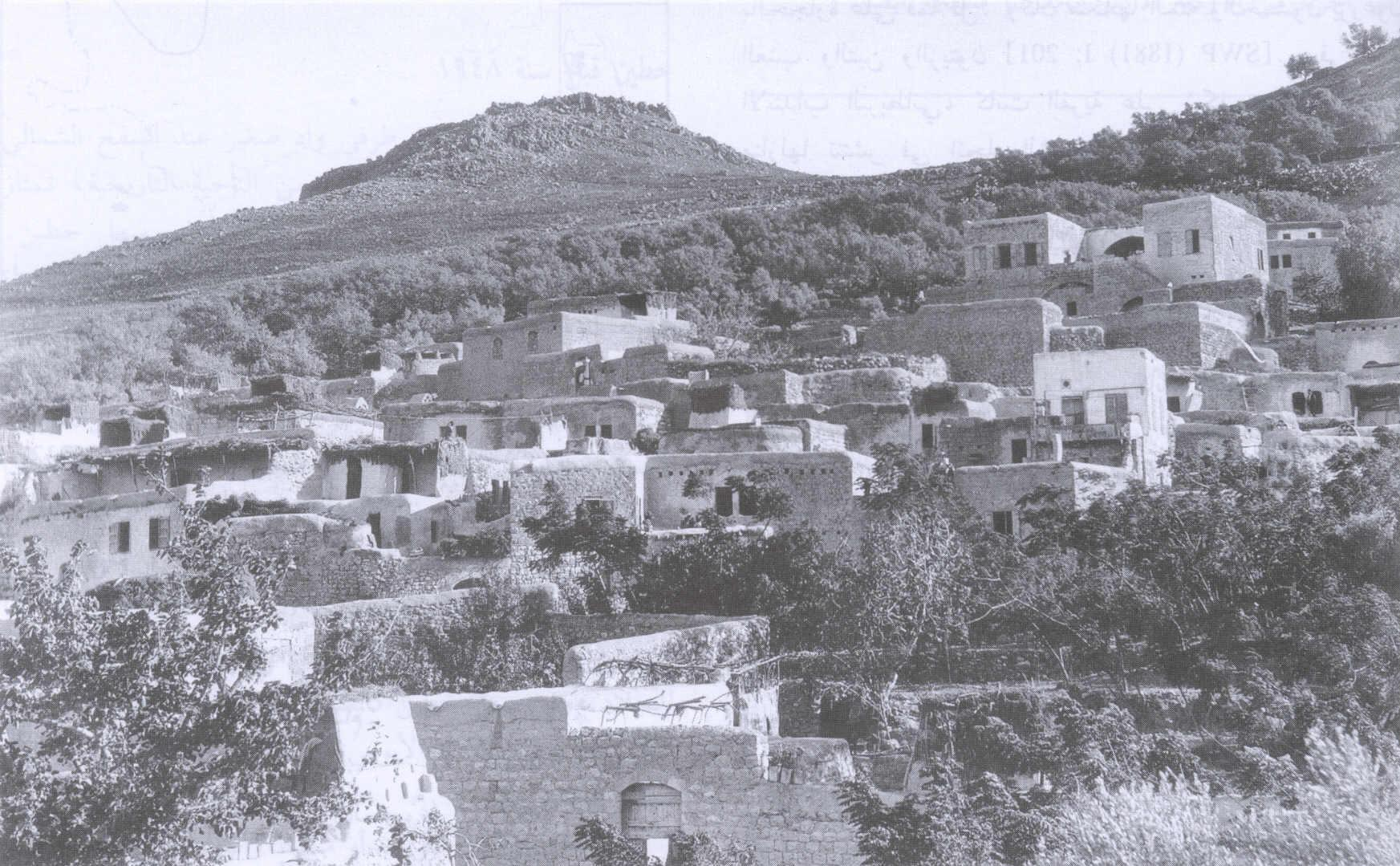
Hittin 1934

Hittin oder auch Chittim (arabisch حِـطِّـيْـن Hittin, DMG Ḥiṭṭīn, auch حَـطِّـيْـن Hattin, DMG Ḥaṭṭīn, hebräisch חִטִּין Chiṭṭīn, Plene: חיטין) ist eine Wüstung in Israel, die auf ein Städtchen zurückgeht, das im ehemaligen britischen Völkerbundsmandat für Palästina acht Kilometer nördlich von Tiberias lag und 1948 während des Kriegs um Israels Unabhängigkeit von diesem erobert wurde. 

## Geschichte
Im dritten Jahrhundert d.Z. wird das Dorf als Zufluchtsort Simeons ben Lakisch erwähnt, der sich nach Streit mit Juda Nesi'a diesem dorthin entzog. Der in hebräischen Lettern geschriebene, teils in hebräischer und teils aramäischer Sprache verfasste Jerusalemer Talmud nennt das Dorf dabei in aramäischer Sprache Kafar Chittaja (reichsaramäisch כַּפַר חִטַּיָא Kafar Chiṭṭajā, deutsch ‚Dorf des Weizens‘), woneben in hebräischer Sprache das Toponym [Kfar] Chittin ([כְּפַר] חִטִּין [Kfar] Chiṭṭīn, deutsch ‚[Dorf der] Weizen‘ [im Plural]) besteht. Der Jerusalemer Talmud betrachtet dabei das Dorf als identisch mit dem naftalitischen Ziddim, was unter Wissenschaftlern teils strittig ist.
Die islamische Eroberung der Levante 636 brachte die Arabisierung und den Übertritt vieler Dorfbewohner zum Islam mit sich, doch blieb bis in osmanischen Zeiten eine jüdische Minderheit.
Im Jahre 1187 fand bei den so genannten Hörnern von Hittin die Schlacht von Hittin statt, in der die Kreuzritter durch Saladin entscheidend geschlagen wurden. Nach der Niederlage des Kreuzfahrerstaats entwickelte sich eine Höhle nahe Hittins zu einem Maqām, der als Grabstätte Jitros identifiziert und verehrt wird. Insbesondere Drusen wallfahren seither dorthin.
Nachdem Bodeneigentümer am Ort Ländereien im Tale Arbel am östlichen Rand der Gemarkung veräußert hatten, gründeten die Erwerber dort die Moschava Mitzpah. Der Jüdische Nationalfonds erwarb 1904 am östlichen Dorfrand 2.000 Dunam Land, doch die Gründung eines Dorfes dort, das heutige Kfar Chittim (כְּפַר חִטִּים Kfar Chiṭṭīm, deutsch ‚Dorf der Weizen‘ [mit moderner Pluralendung]) gelang erst 1937 anfänglich als Turm-und-Palisaden-Siedlung nach drei nach kurzer Zeit gescheiterten Versuchen 1913, 1924–1933 und 1934. Die antijüdischen Pogrome nichtjüdischer Araber 1929 vertrieben die letzten autochthonen Juden aus Hittin und trafen auch Kfar Chittim. 
Im Krieg um Israels Unabhängigkeit (1948/1949) bildete sich Mitte Juni 1948 eine Dorfmiliz, um das Dorf zu schützen, nachdem israelische Streitkräfte vorher Lubya erobert hatten. Mitte Juli 1948 rückte von Mitzpah die israelische Golani-Brigade gegen Hittin, wurde aber von der Dorfmiliz im Kampf abgeschlagen, jedoch war dabei die Munition im Dorf weitgehend erschöpft. In der Nacht vom 16. auf den 17. Juli räumten die Bewohner das Dorf und zogen nach Sallama. Zurück blieben Angehörige der Dorfmiliz und einige nicht reisefähige Alte und Kranke. Diese flohen am 17. Juli, als die Golani-Brigade im Rahmen der Operation Deqel Hittin einnahm. Den Versuch der Dorfbewohner, später in ihr Dorf zurückzukehren, wehrten israelische Soldaten ab, die den Ort hielten.

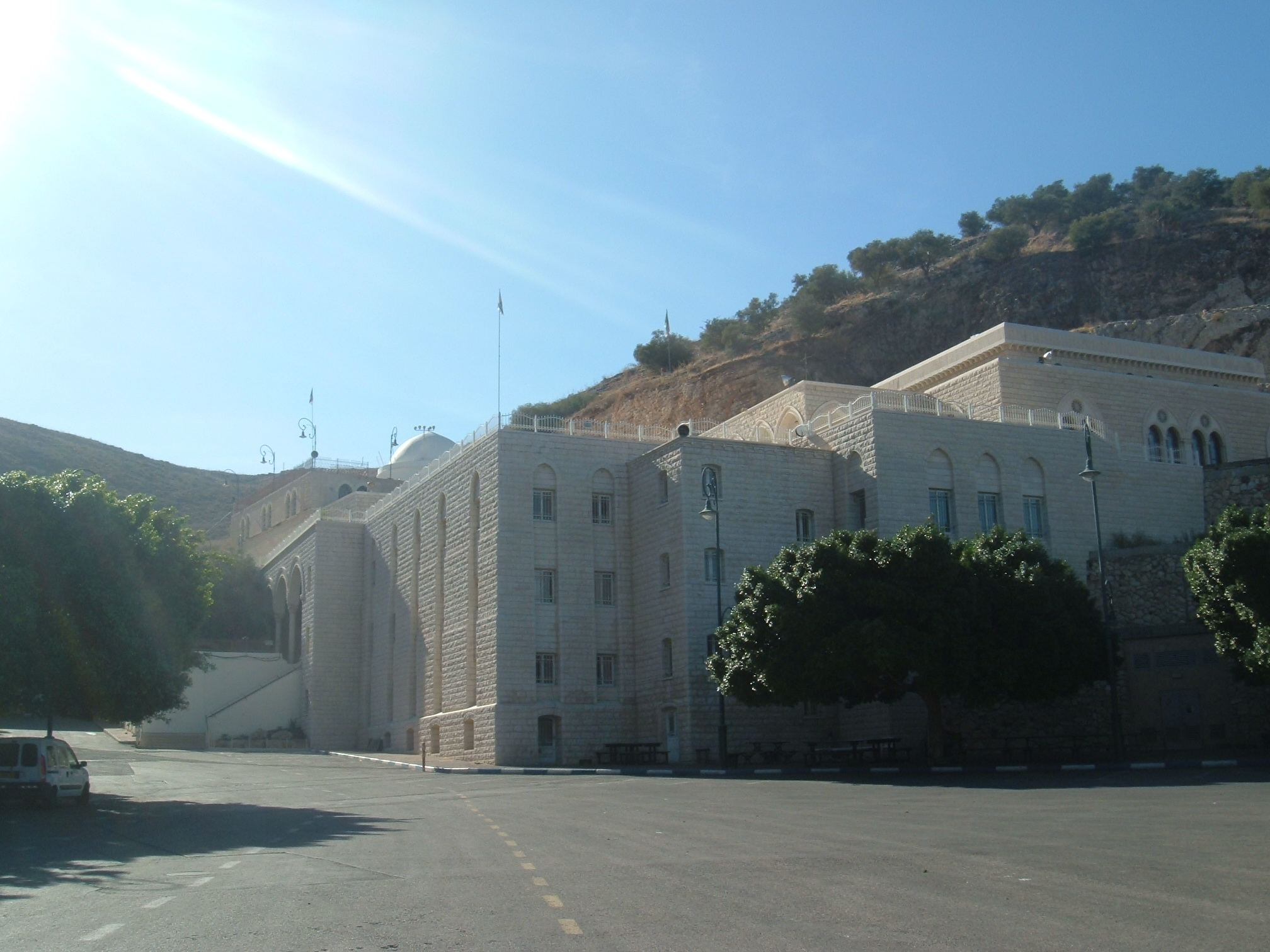
Gebäudekomplex über dem Grabmal

Nahe der Wüstung Hittin befindet sich der Schrein, der als Grabstätte Jitros verehrt wird. Seit 1948 ist es ein ausschließlich drusisches Heiligtum für Nabi Schuʿaib.